# Presidente Franco
Presidente Franco é uma cidade de fronteira do Paraguai, localizada na parte leste do país, nas margens do Rio Paraná, no departamento do Alto Paraná. É conhecida como a cidade das Três Fronteiras, pois faz divisa com as cidades de Puerto Iguazú, pertencente a Argentina, e Foz de Iguaçu, pertencente ao Brasil.

## Etimologia
O termo "Presidente Franco" é uma homenagem ao Dr. Manuel Franco, presidente do Paraguai de 1916 a 1919.

## História
A cidade foi fundada em 1929, por Vicente Antonio Matiauda, às margens dos rios Paraná e Monday, e constitui um dos portos mais importantes da região, principalmente para o transporte de madeira e erva-mate, tendo sido a primeira cidade do distrito a ser fundada.
Em 1974, foi declarado município de terceira categoria e, em 1979, foi declarado município de primeira categoria. Após vários anos de desenvolvimento e aumento populacional, a cidade tornou-se a cabeça de outros portos fluviais, como Puerto Indio, Hernandarias, Marangatú e Carlos Antonio López. Desempenhou um importante papel comercial, pois importantes produtos entraram no Paraguai através de seu porto.
Foi a primeira cidade onde instituições estaduais se estabeleceram. Na década de 1940, foi instalado o Hospital de Assistência Social, depois outras instituições, como Senepa e a Administração Paraguaia de Álcool (APAL), que na época exportavam bebidas alcoólicas para o Brasil e Argentina.

## Geografia

### Clima
Segundo a classificação climática de Köppen, o clima de Presidente Franco é subtropical úmido (Cfa), com temperatura média anual é de 21 °C; as máximas chegam aos 38 °C e as mínimas atingem 0 °C. O maior índice de pluviosidade do Paraguai ocorre no Departamento do Alto Paraná e, particularmente, as chuvas na cidade são um pouco mais volumosas que em Ciudad del Este. No inverno, o orvalho e a névoa são permanentes.

### Localização
A cidade está localizada nas coordenadas 25° 32' 52" S e 54° 36' 44" O. É limitada a norte por Ciudad del Este, a oeste por Los Cedrales, e a sul e a leste com o rio Paraná, sendo a sul, a outra margem pertencendo a Puerto Iguazu, Argentina, e a leste, a outra margem pertencendo a Foz do Iguaçu.

## Demografia
Presidente Franco possuí uma ópulação de 101 mil habitantes e uma densidade demográfica de 834 hab./km², sendo a 16° cidade mais populosa do país. Forma uma conurbação junto com Ciudad del Este, Minga Guazú e Hernandarias, sendo parte integrante da Região Metropolitana de Ciudad del Este.

### Evolução demográfica
Apesar mais antiga que sua vizinha Ciudad del Este, Presidente Franco sempre foi menos populosa que a capital do departamento. Atualmente, especula uma projeção de crescimento contínuo, chegando aos 120 mil habitantes em 2025.
| Evolução demográfica de Presidente Franco (2000-2025) |
| ----------------------------------------------------- |
|                                                       |
| Fonte: DGEEC                                          |

### Faixa etária
Assim como na maior parte do país, a cidade possuí um grande número de jovens e um pequeno número de idosos.
| Faixa etária    | Homens | Mulheres | Total   |
| --------------- | ------ | -------- | ------- |
| 0 a 4 anos      | 5.161  | 5.143    | 10.304  |
| 5 a 14 anos     | 10.355 | 10.303   | 20.658  |
| 15 a 29 anos    | 14.310 | 13.988   | 28.298  |
| 30 a 44 anos    | 10.177 | 11.142   | 21.319  |
| 45 a 64 anos    | 8.210  | 8.256    | 16.466  |
| 65 a 79 anos    | 2.110  | 1.906    | 4.016   |
| Mais de 80 anos | 319    | 340      | 659     |
| Total           | 50.640 | 51.079   | 101.720 |

## Governo
O atual intendente municipal é Roque Godoy.

### Geminações
- Puerto Iguazú, Argentina;
- Acquarossa, Suíça.[5]

## Economia
Presidente Franco possuí uma economia essencialmente agrária, cujas práticas são realizadas na margem sul do Rio Monday. Madeira e soja são os principais produtos exportados pela cidade. Os laticínios também se fazem presente na cidade. Algumas atrações turísticas e um comércio pouco explorado complementam o setor terciário.

### Turismo
A cidade apresenta algumas atrações turísticas, sendo as principais:
Marco das Três Fronteiras: localizado a três quilômetros do centro da cidade, onde é possível observar a confluência do Rio Iguaçu no Rio Paraná, assim como a tríplice fronteira entre Brasil, Paraguai e Argentina.
Saltos do Monday: localizados no Rio Monday, é uma série de saltos de até 40 metros de altura.

## Infraestrutura

### Educação
A cidade possuí três universidades:
- Escuela Superior de Bellas Artes (ESBA UNE);[8]
- Universidade Centuria;
- Universidade Privada del Este (UPE).

### Ponte da Integração
A Ponte da Integração irá ligar Presidente Franco diretamente a Foz do Iguaçu, Brasil. A estrada seguirá um trajeto contornando a Região Metropolitana de Ciudad del Este, até chegar a Ruta 7. É vista como importante componente para o desenvolvimento de Presidente Franco.

### Transporte
O município de Presidente Franco é servido pela seguinte rodovia:
- Avenida Monday que liga Ciudad del Este à Los Cedrales [11][12][13]

## Cultura

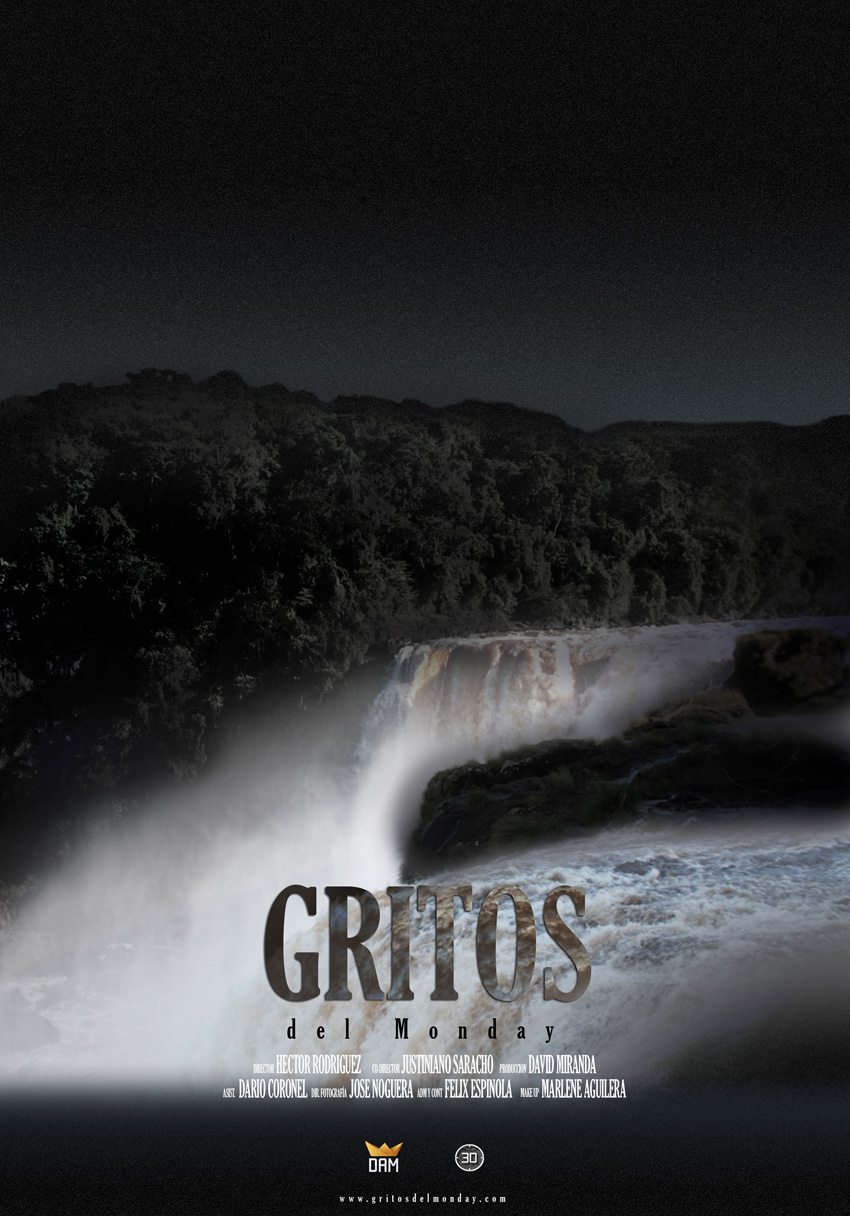
Gritos del Monday, mais importante filme do terror paraguaio.

### Cinema
Presidente Franco foi palco de um importante filme do terror paraguaio, Gritos del Monday, lançado em 2016, com cenas gravadas em 2013 na cidade.

### Mídia
A cidade é coberta pelas emissoras de rádio e televisão de Ciudad del Este, com poucas instalações midiáticas próprias. Possuí uma emissora de televisão e três de rádio:

#### Televisão
- Teledifusura del Este

#### Rádio
- Radio Concierto
- Radio Teko Porã
- Radio Paraná

### Esporte
Presidente Franco possuí um clube de futebol no campeonato paraguaio da terceira divisão, o Club Cerro Porteño PF, que manda seus jogos no Estádio Felipe Giménez.